# خط‌های خیابان ۶۳ام
خط آی‌ان‌دی خیابان ۶۳ام و خط بی‌ام‌تی خیابان ۶۳ام که همچنین کراستاون خیابان ۶۳ام و مسیر کراستاون هم شناخته میشود دو خط متروی نیویورک سیتی از در بخش منهتن و کویینز است.
این خط که در سال ۱۹۸۹ تأسیس شده دارای ۳ ایستگاه است.

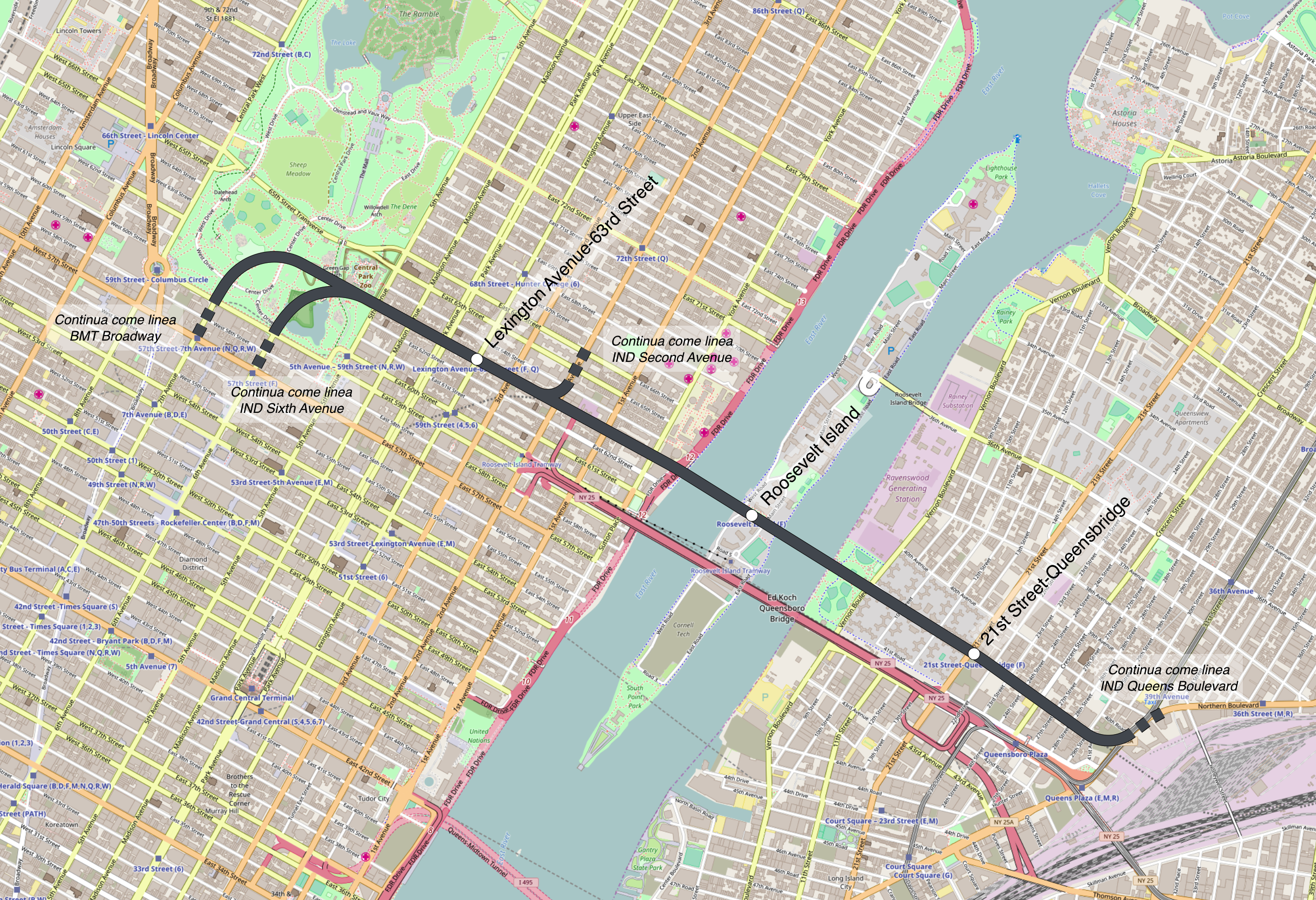

## نگارخانه

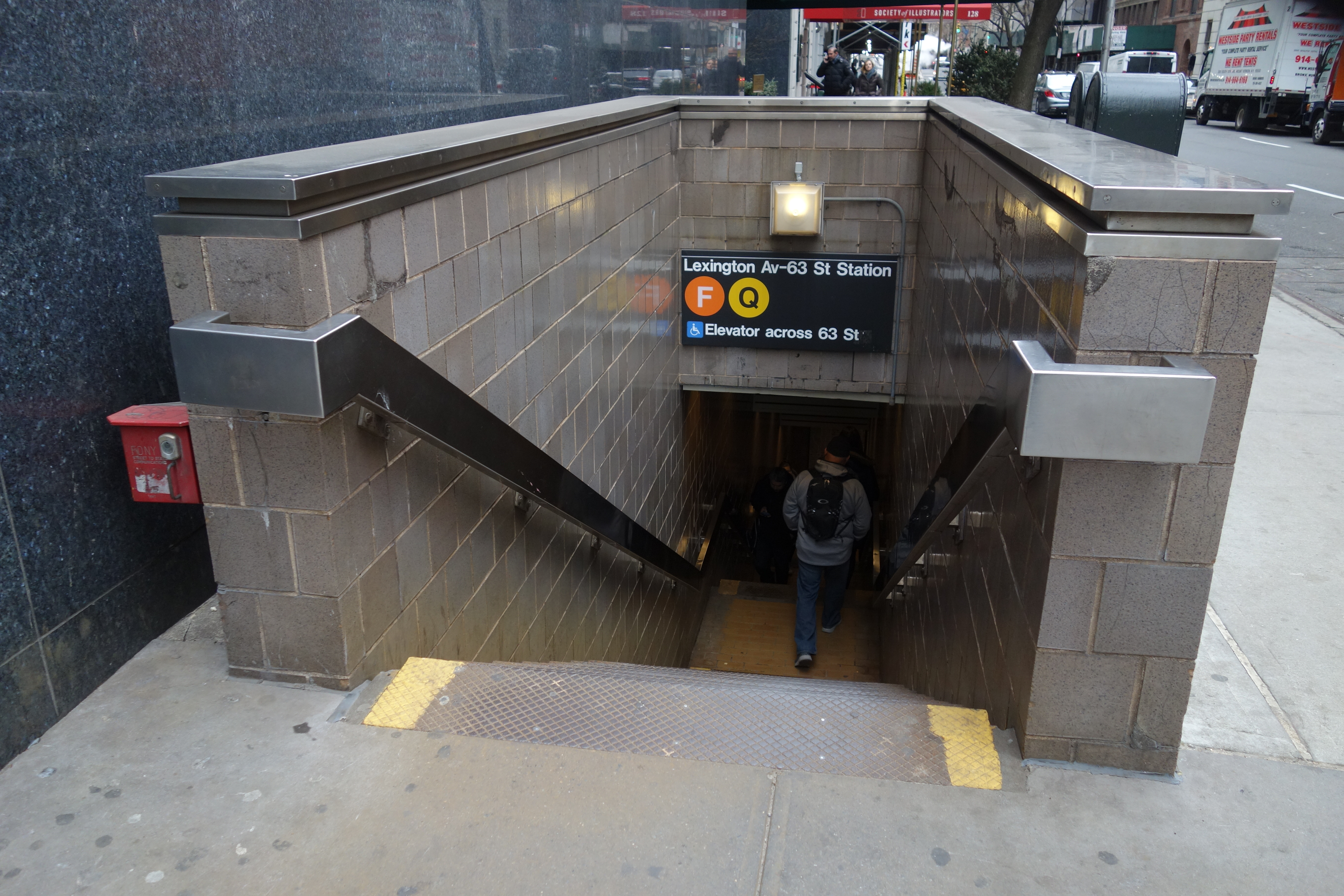
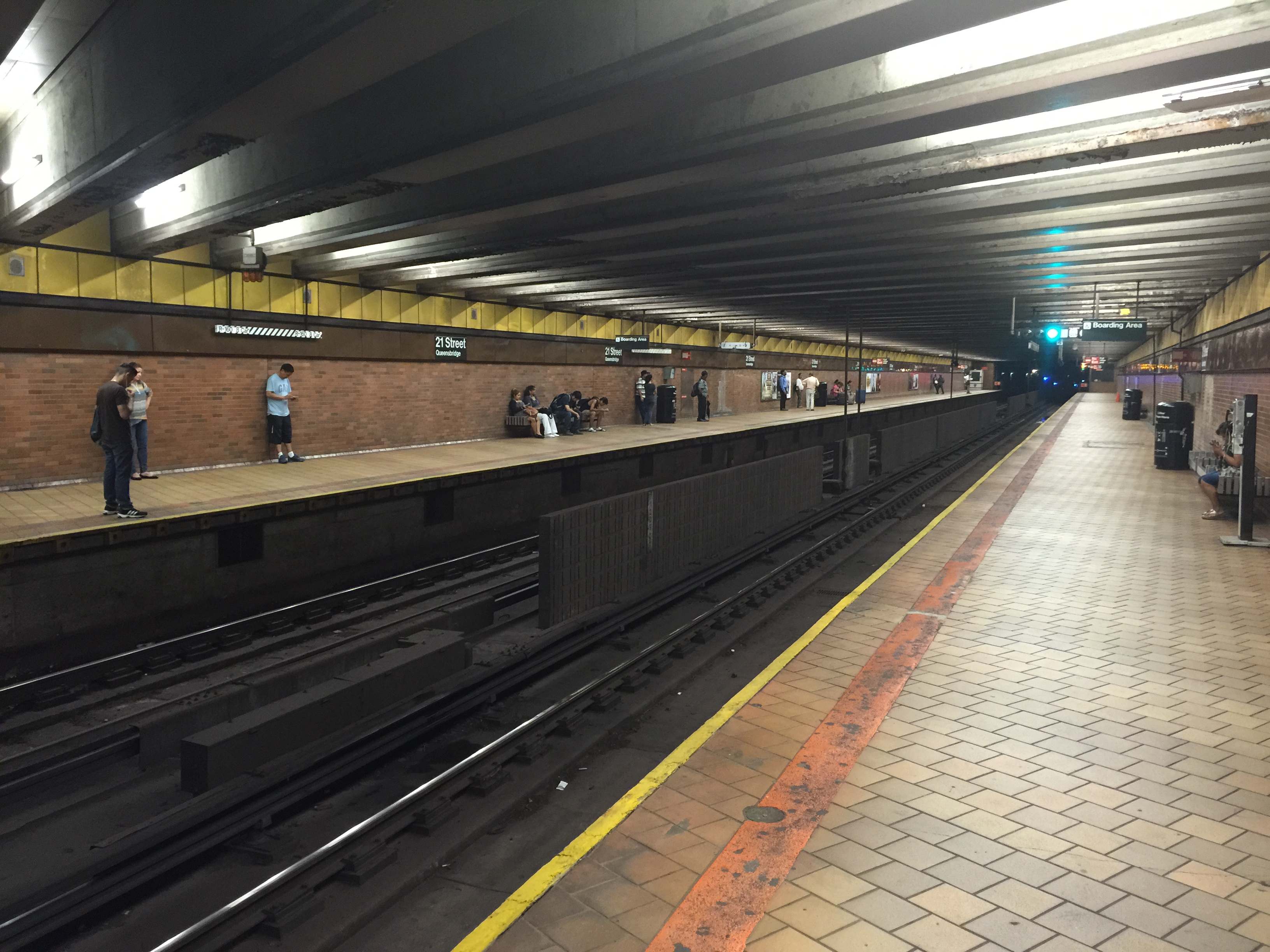
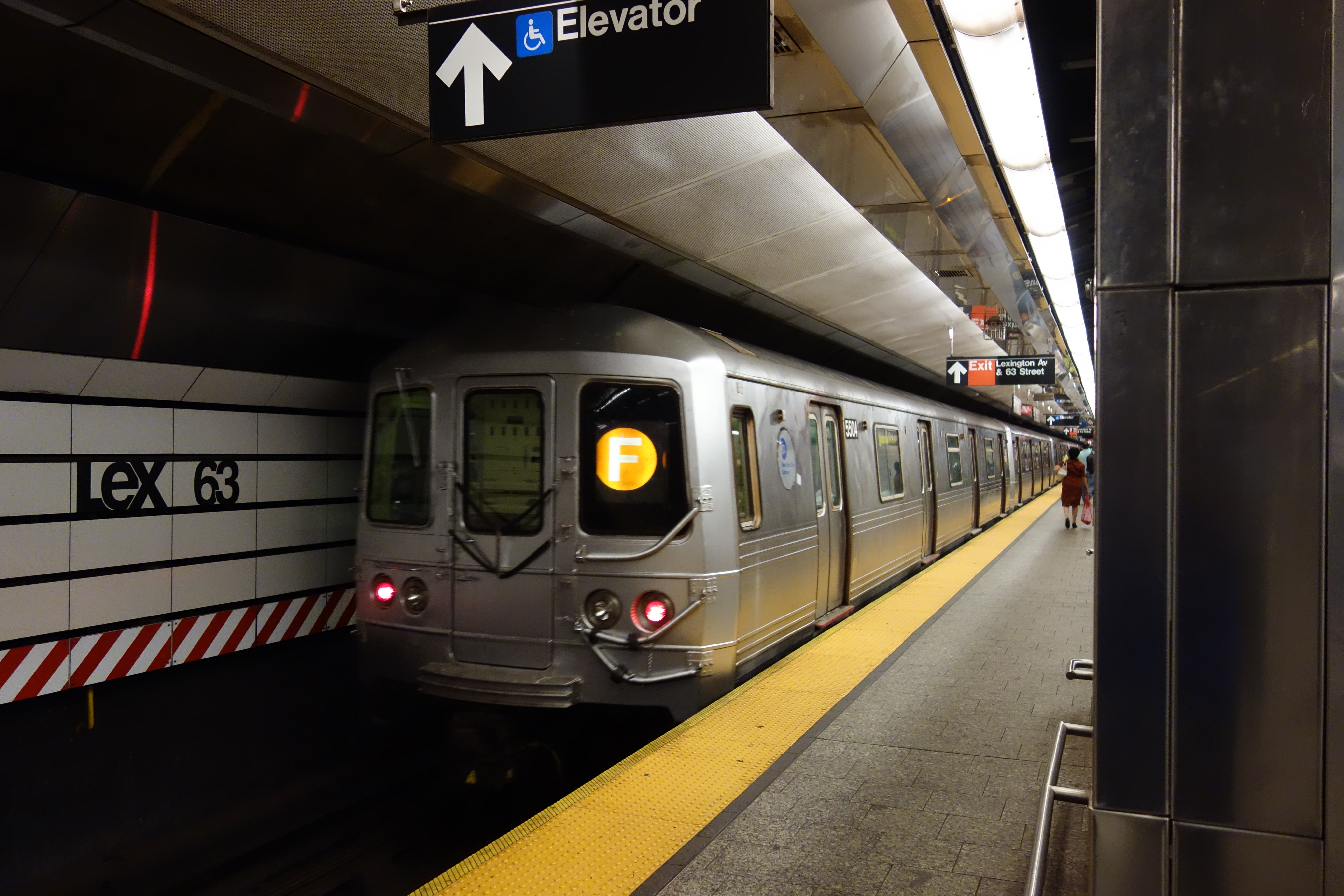
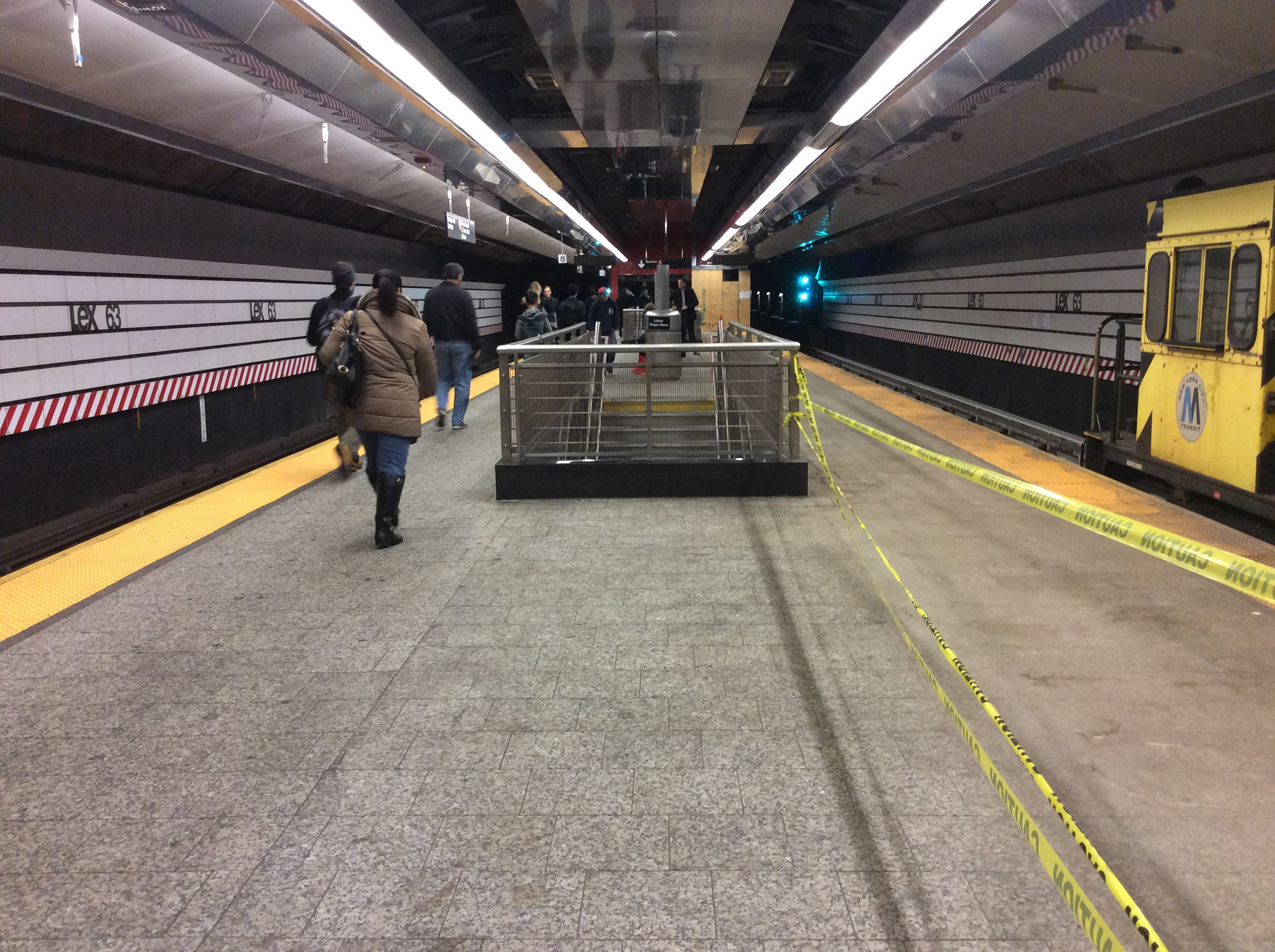